# Peter Brynie Lindeman
Peter Brynie Lindeman (1. februar 1858 i Kristiania - 1. januar 1930) var en norsk musiker, søn af Ludvig Mathias Lindeman.
Den første musikalske uddannelse fik han af faderen, samtidig som han forberedtes til universitetet. Han blev student 1877 og cand. phil. 1878. Fra 1879 opholdt han sig nogen tid ved Stockholms konservatorium, hvor han studerede orgel og violoncel. Efter at være vendt hjem ansattes han som organist ved Uranienborg Kirke i Kristiania, hvorfra han 1907 gik over til Frogner Kirke sammesteds. 1884 besøgte han med offentligt stipendium Dresden og studerede violoncel med Friedrich Grützmacher. I flere år spillede han violoncel i Kristiania Teater og i Musikforeningen.
Lindeman har ved siden af sin betydelige praktiske virksomhed skrevet adskilligt, hvoraf er udkommet 4 hæfter sange med klaver, klaverstykker, orgelpræludier, motetter for blandet kor, samt en orgelskole og praktisk modulationslære. Sammen med faderen oprettede han 1883 en organistskole, hvis enebestyrer han efter faderens død blev. Denne skole oparbejdede han fra en meget beskeden begyndelse til at omfatte alle musikkens grene med et elevantal af c. 800; den understøttedes af staten.